# نت فرونت
متصفح نت فرونت (بالإنجليزية: NetFront)‏ هو مستعرض ويب للأجهزة المضمنة طوَّرته شركة أكسس اليابانية. تم إطلاق الإصدار الأول للمتصفح في 1995.